# Larry Questad
Lawrence Ronald „Larry“ Questad (* 10. Juli 1943 in Livingston, Montana; † 29. Oktober 2020 in Boise, Idaho) war ein US-amerikanischer Sprinter.
Bei den Olympischen Spielen 1968 in Mexiko-Stadt wurde er Sechster über 200 m.
1963 wurde er, für die Stanford University startend, NCAA-Meister über 100 Yards.

## Persönliche Bestzeiten
- 100 Yards: 9,3 s, 8. Mai 1965, Fresno
- 100 m: 10,18 s, 20. Juni 1968, Sacramento
- 200 m: 20,28 s, 12. September 1968, South Lake Tahoe